# Prinquiau
Prinquiau é uma comuna francesa na região administrativa do País do Loire, no departamento de Loire-Atlantique. Estende-se por uma área de 4.72 km². Em 2010 a comuna tinha 1 269 habitantes (densidade: 268,9 hab./km²).